# 立花みほ子
立花 みほ子（たちばな みほこ、1970年5月22日 - ）は、日本の女性声優。夫は声優の梁田清之。

## 略歴
東京都武蔵野市出身。玉川学園卒業。
学生時代は運動会では短距離で1位、高跳び、跳び箱など、記録会でも学年で3位までに入っていたスポーツ少女だった。小学校時代は陸上部、中学時代は新体操部、テニス部、体操部に所属していた。
年の終わりに大きなホールで借りてしていた創作舞踊で小学5年生、中学2年生時に踊っていた。小学校時代のなりたいものは、作文では「ミュージカルスター」と書いていた。
宝塚歌劇団での初観劇は中学3年生の時のミュージカル作品『ときめきの花の伝説』。受験前1年半にバレエを習っていた。初舞台は1990年、花組の『ベルサイユのばら』。
所属は宝塚歌劇団（1990年・76期生、元花組男役、1999年5月10日付退団）→マルスウイング→同人舎プロダクション→81プロデュース→フリー。

## 人物
宝塚歌劇団時代での愛称はイクラ。芸名は真由華れお（まゆか れお、宝塚時代・別名義）。→橘真由華（たちばな まゆか）→梁田 未夏（やなた みか）→橘実華子と幾度か改名を経験。
趣味・特技は観劇、ショッピング、部屋の改装、スポーツ観戦、スキー、バイオリン。
小さい頃から機械いじりが好きだったという。分解するのが好きだという。千代紙折りも得意。夫であった梁田清之から「おもろい奴」と評されていた。
手先が器用なのは母親譲りであり、宝塚音楽学校受験時も、受験生は額を出したアップの髪形にしなければいけないため、腰まで垂らした長い髪を細く編み込みにし、頭の上に乗せて臨んでいたという。
1歳年下の弟がいる。

## 出演

### テレビアニメ
- 熱血最強ゴウザウラー（1993年 - 1994年、関和孝[9]、佐藤晴美[9]）
- 勇者特急マイトガイン（1993年、同級生、レポーター、生徒、男の子）
- 勇者警察ジェイデッカー（1994年 - 1995年、友永くるみ[10]、愛原絵美里、パンダ）
- 黄金勇者ゴルドラン（1995年、園児、エキストラC、ドラ次郎）
- 勇者指令ダグオン（1996年、淳子、主婦）

### OVA
- ダーティペア FLASH2（1994年、女性エンジニア）
- ダーティペア FLASH3（1994年、トラコンB）
- B.B.フィッシュ（1994年、ギャル）

### ゲーム
- ブレイブサーガ2（友永くるみ）
- 新世紀勇者大戦（友永くるみ、愛原絵美里[要出典]）

### 吹き替え
- 冒険野郎マクガイバー

### ドラマCD
- 熱血最強ゴウザウラー SAURERS NOTE 3（関和孝〈チョビ〉、佐藤晴美〈ツー〉）
- 新世紀GPXサイバーフォーミュラ ROUND3 カップルレースだ!大混戦!!（コンピュータ）
- 勇者警察ジェイデッカー CDミステリー劇場 「謎の招待状〜今、真実が明かされる時〜」（友永くるみ、愛原絵美里）

### CD
- 勇者警察ジェイデッカー オリジナル・サウンドトラックII 
  - HEART OF BRAVE(memorial version)